# یوگاوا، فوکوشیما
یوگاوا، فوکوشیما (به لاتین: Yugawa, Fukushima) یک منطقهٔ مسکونی در ژاپن است که در استان فوکوشیما واقع شده‌است. یوگاوا ۱۶٫۳۶ کیلومترمربع مساحت و ۳٬۱۶۱ نفر جمعیت دارد.